# Златиборски управни округ
Златиборски управни округ се налази у западном делу Републике Србије и простире се на 6142 km² и тиме чини највећи округ у Србији. Обухвата град и општине: 
1. Град Ужице - градска насеља: Севојно и Ужице (седиште),
2. Општина Бајина Башта - седиште градско насеље Бајина Башта,
3. Општина Косјерић - седиште градско насеље Косјерић,
4. Општина Пожега - седиште градско насеље Пожега,
5. Општина Чајетина - седиште насеље Чајетина,
6. Општина Ариље - седиште градско насеље Ариље,
7. Општина Прибој - седиште градско насеље Прибој,
8. Општина Нова Варош - седиште градско насеље Нова Варош,
9. Општина Пријепоље - седиште градско насеље Пријепоље и
10. Општина Сјеница - седиште градско насеље Сјеница.

Према подацима са последњег пописа 2022. године у округу је живело 254.659 становника Седиште округа је Ужице.

## Споменици културе
Међу најстарије културне споменике у овом региону спада Бела црква, у Карану. Грађена је између 1340. и 1342. године и тада је осликана. У граду Ужицу постоје две цркве, обе старе и занимљиве: црква Светог Марка на Вароши саграђена је пре 1828. године, а црква Светог Ђорђа, данашња саборна црква у Ужицу, грађена је од 1842. до 1844. године.
Недалеко од Бајине Баште налази се манастир Рача, из 13. века. Саградио га је Стефан Драгутин. Овај манастир је кроз своју историју више пута бивао уништаван и наново обнављан. Последњи пут (након Турака и Аустроугарске војске), Рачу су 1943. године запалили Бугари. Обновљен је после Другог светског рата и данас се сматра, због лепоте својих иконостаса, изузетним спомеником српске културе. Задужбина краља Драгутина у овом крају је и црква Светог Ахилија у Ариљу, по којој је Ариље добило име.
Манастир Милешева, подигнут је 1218–1219. године и налази се у близини Пријепоља. Представља задужбину краља Владислава, сина Стефана Првовенчаног. Иако је и овај манастир више пута био спаљиван, сачувано је око 100 композиција, фресака појединачних ликова и фрагмената. Најпознатија фреска је "Бели анђео", заглавље великог броја српских књига и монографија.
Манастир Светог Николе из 12. века се налази у Бањи код Прибоја, једно време био је седиште Дабробосанске епархије, у његовој близини је откривена богата ризница. У селу Мажићу се налази црква Светог Ђорђа такође из 12. века, у коме се налазила једна од најстаријих болница.
Данас од привредних предузећа у Ужицу постоје: Ваљаоница бакра и алуминијума у Севојну, Металски комбинат „Први Партизан“, Текстилна индустрија „Фротекс“, Конфекција „Кадињача“, итд.
У Прибоју је подигнута Фабрика аутомобила ФАП, која извози камионе и аутобусе широм света, а здружено предузеће ФАП - ФАМОС производи привредна возила.
Данас је Прибој познатији по својој Бањи која има изузетан квалитет воде, која лечи реуматске, кожне болести и стерилитет.

## Демографија
Према попису становништва из 2002. године у Златиборском округу има 313.396 становника.
Разлика између наталитета и морталитета у овом округу је -582, па је природни прираштај -1,9 ‰.
Највећи природни прираштај је у општини Сјеница и то 199 становника (7.1‰ на општинском нивоу), а најнижи у Граду Ужицу -160 становника (-1,9‰ на општинском нивоу). Подаци о природном прираштају су из 2004. године.
| Етнички састав према попису из 2002.‍ | Етнички састав према попису из 2002.‍ | Етнички састав према попису из 2002.‍ | Етнички састав према попису из 2002.‍ | Етнички састав према попису из 2002.‍ |
| ------------------------------------ | ------------------------------------ | ------------------------------------ | ------------------------------------ | ------------------------------------ |
|                                      |                                      |                                      |                                      |                                      |
| Срби                                 | Срби                                 |                                      | 261.055                              | 83,30%                               |
| Бошњаци                              | Бошњаци                              |                                      | 40.225                               | 12,84%                               |
| Муслимани                            | Муслимани                            |                                      | 6.476                                | 2,06%                                |
| Црногорци                            | Црногорци                            |                                      | 1.350                                | 0,43%                                |
| Југословени                          | Југословени                          |                                      | 645                                  | 0,21%                                |
| Роми                                 | Роми                                 |                                      | 482                                  | 0,15%                                |
| Хрвати                               | Хрвати                               |                                      | 233                                  | 0,07%                                |
| Македонци                            | Македонци                            |                                      | 135                                  | 0,04%                                |
| Мађари                               | Мађари                               |                                      | 65                                   | 0,02%                                |
| Словенци                             | Словенци                             |                                      | 57                                   | 0,02%                                |
| Русини                               | Русини                               |                                      | 51                                   | 0,02%                                |
| Албанци                              | Албанци                              |                                      | 43                                   | 0,01%                                |
| Горанци                              | Горанци                              |                                      | 23                                   | 0,01%                                |
| Бугари                               | Бугари                               |                                      | 18                                   | 0,01%                                |
| Словаци                              | Словаци                              |                                      | 15                                   | 0,00%                                |
| Украјинци                            | Украјинци                            |                                      | 15                                   | 0,00%                                |
| остало                               | остало                               |                                      | 2.508                                | 0,80%                                |